# Derya-Begi
Derya-Begi, Darya-Begi o Deryabeyi (senyor de la mar) fou un títol de l'Imperi Otomà atribuït a alguns oficials de la flota.
Al segle xvi es donava al comandant naval de Gal·lípoli (Gelibolu) que tenia el rang de sandjak-beyi i en aquest temps era el comandant suprem de la flota (fins a la creació del rang de Kapudan Paixà). El Kapudan Paixà va esdevenir al segle xvi almirall superior de la flota i governador d'un eyalet, format per diversos ports i illes; aquesta província del Kapudan Paixà que portava el nom de Djazair-i Bahr-i Safid, estava dividida en sandjaks, els governadors dels quals tenien el títol de Derya-Begi (però no de sandjak-beyi); el càrrec era generalment vitalici.